# ویلگومونه
ویلگومونه (به لاتین: Wielgomłyny) یک روستا در لهستان است که در گمینا ویلگومونه واقع شده‌است. ویلگومونه ۸۷۰ نفر جمعیت دارد.